# Liste der Juroren der Tschaikowski-Wettbewerbe
Die nachfolgende Tabelle enthält eine vollständige Auflistung der Juroren der Tschaikowski-Wettbewerbe in Moskau in der Sparte Klavier.
| Jahr | Jury-Vorsitzender   | Juroren / | Juroren international | Bemerkungen                               |
| ---- | ------------------- | --- | --- | ----------------------------------------- |
| 1958 | Emil Gilels         | Dmitri Kabalewski Heinrich Neuhaus Lew Oborin Swjatoslaw Richter Pawel Serebrjakow Borys Ljatoschynskyj             | Arthur Bliss Pantscho Wladigerow Mozart Camargo Guarnieri George Georgescu Fernand Quinet José Carlos de Sequeira Costa František Maxián Hernádi Lajos Carlo Zecchi Henryk Sztompka Marguerite Long Joseph Marx                                                                                           | Sekretär/Schriftführer (S*) nicht bekannt |
| 1962 | Emil Gilels         | Lew Wlassenko (S*) Nina Jemeljanow Dmitri Kabalewski Borys Ljatoschynskyj Lew Oborin Pawel Serebrjakow Jakow Flier  | Guido Agosti Thomas Armstrong Arnaud de Gontaut-Biron Bruno Seidlhofer Pál Kadosa Eugene List Florica Musicescu Josef Páleníček Wesselin Stojanow Magda Tagliaferro He Lüting |                                           |
| 1966 | Emil Gilels         | Michail Woskressenski (S*) Jakow Sak Lew Oborin Pawel Serebrjakow Jakow Flier Tichon Chrennikow                     | Nadia Boulanger Arnaud de Gontaut-Biron Reimar Dahlgrün Zbigniew Drzewiecki Ovidiu Drimba Léon Jongen José Carlos de Sequeira Costa Josef Páleníček Alexander Sienkiewicz Wesselin Stojanow Hernádi Lajos Carlo Zecchi Dieter Zechlin                                                                     |                                           |
| 1970 | Emil Gilels         | Lew Wlassenko (S*) Stasys Vainiunas Jakow Sak Lew Oborin Pawel Serebrjakow Jakow Flier Aram Chatschaturjan          | Friedrich Wührer Valentin Gheorghiu Lyuba Encheva José Carlos de Sequeira Costa Li Hen Ri Eugene List Josef Páleníček Jacques Février Irving Helle Hernádi Lajos Dieter Zechlin Halina Czerny-Stefańska Eugène Traey Erik T. Tawaststjerna Eduardo del Pueyo                                              |                                           |
| 1974 | Otar Taktakischwili | Sergei Dorenskij (S*) Jakow Sak Jewgeni Malinin Wiktor Merschanow Pawel Serebrjakow Jakow Flier Andrei Schtogarenko | José Ardévol Luis Batlle Ibáñez Vasso Devetzi James Dick André-François Marescotti Jürgen Meyer-Josten Josef Páleníček José Carlos de Sequeira Costa Gheorghe Halmos Irving Heller Hernádi Lajos Halina Czerny-Stefańska Eugène Traey Erik T. Tawaststjerna Janine Weill Bogomil Starschenow              |                                           |
| 1978 | Andrei Eschpai      | Michail Woskressenski (S*) Lew Wlassenko Sergei Dorenskij Wiktor Merschanow Tatjana Nikolajewa                      | Konstantin Ganew Reimar Dahlgrün Vasso Devetzi Jaime Ingram Rodolfo Caporali Eugene List André-François Marescotti Franco Mannino František Rauch José Carlos de Sequeira Costa Maria Fotino Dieter Zechlin Hernádi Lajos Halina Czerny-Stefańska Erik T. Tawaststjerna Nicole Henriot-Schweitzer         |                                           |
| 1982 | Otar Taktakischwili | Waleri Kastelski (S*) Lew Wlassenko Sergei Dorenskij Jewgeni Malinin Wiktor Merschanow Tatjana Nikolajewa           | Antonio de Almeida Nicole Henriot-Schweitzer Amadeus Webersinke Konstantin Ganew Valentin Gheorghiu Jaime Ingram Rodolfo Caporali Fernando Laires Hiroko Nakamura František Rauch Regina Smendzianka Joaquín Soriano Warren Thompson Péter Solymos Eugène Traey Erik T. Tawaststjerna Bogomil Starschenow |                                           |
| 1986 | Andrei Eschpai      | Lew Wlassenko (S*) Sergei Dorenskij Jewgeni Malinin Wiktor Merschanow Tatjana Nikolajewa                            | José Francisco Alonso Amadeus Webersinke Konstantin Ganew Hiroko Nakamura Lyuba Obretenova Josef Páleníček Daniel Pollak Jacques Rouvier Peter Toperczer Fanny Waterman Halina Czerny-Stefańska Warren Thompson Kyoko Edo Frank Fernández                                                                 |                                           |
| 1990 | Tatjana Nikolajewa  | Michail Woskressenski (S*) Lew Wlassenko Sergei Dorenskij Jewgeni Malinin Wiktor Merschanow Wladimir Krainew        | Martha Argerich Valentin Gheorghiu James Gibb Anton Dikov Teresa Duso Alexander Jenner Jürgen Meyer-Josten Daniel Pollak Ralph Votapek Hiroko Nakamura Takahiro Sonoda Warren Thomson Hubert Stuppner Andrzej Jasiński Eugène Traey                                                                       |                                           |
| 1994 | Lew Wlassenko       | Michail Woskressenski (S*) Wladimir Owtschinnikow Wladimir Krainew                                                  | Elisso Wirsaladse John Lill Liu Shikun Susan Starr Edward Auer Miche Koyama Jürgen Meyer-Josten Daniel Pollak Ralph Votapek Milena Mollova Arthur Moreira Lima André Laplante |                                           |
| 1998 | Andrei Eschpai      | Sergei Dorenskij (S*) Lew Naumow Wiktor Merschanow                                                                  | Marcello Abbado Germaine Mounier Hiroko Nakamura Rex Hobcroft Ming-Qiang Li Daniel Pollak Myrian Dauelsberg Peter Lang Klaus Hellwig Halina Czerny-Stefańska |                                           |
| 2002 | Wladimir Krainew    | Michael Aleksandrow (S*) Naum Schtarkman Alexei Nassedkin Lew Naumow                                                | Brigitte Engerer John O’Conor Jerome Lowenthal Piotr Paleczny Nelson Freire Arie Vardi Elisso Wirsaladse Bernd Goetzke Zhou Guangren Yuko Yamaoka Yoheved Kaplinsky |                                           |
| 2007 | Nikolai Petrow      | Jelena Richter (S*) Sergei Dorenskij Dmitri Baschkirow Michail Woskressenski                                        | Gary Graffman Hiroko Nakamura Sergio Perticaroli Kun-Woo Paik Andrzej Jasiński Christopher Elton François-Joël Thiollier Peter Lang José Carlos de Sequeira Costa Klaus Hellwig Joaquín Soriano |                                           |
| 2011 |                     | Dmitri Alexejew Jewgeni Koroljow Denis Mazujew Wladimir Owtschinnikow                                               | Wladimir Aschkenasi Michel Béroff Yefim Bronfman Peter Donohoe Barry Douglas Nelson Freire | kein Jury-Vorsitzender Klavier & Sekretär |
| 2015 |                     | Dmitri Baschkirow Sergei Dorenskij Boris Beresowski Denis Mazujew Wladimir Owtschinnikow                            | Michel Béroff Peter Donohoe Barry Douglas Menahem Pressler Klaus Hellwig Martin Engström Aleksandre Toradse Vladimir Feltsman | kein Jury-Vorsitzender Klavier & Sekretär |
| 2019 | Denis Mazujew       | Wladimir Owtschinnikow                                                                                              | Michel Béroff Nelson Freire Barry Douglas Menahem Pressler Pavel Gililov Freddy Kempf Li Ming-Qiang Boris Petrushansky Piotr Paleczny | kein Sekretär                             |

(S*) Sekretär